# Kanaltorget, Södertälje
Kanaltorget är ett torg i stadskärnan av Södertälje i Södermanland och Stockholms län. Torget är beläget intill Orionkullen, och har utsikt över Södertälje kanal. Från platsen utgår Västra Kanalgatan samt att Köpmangatan passerar på dess västra sida.
Torget anlades från 2020 i samband med att garageinfarten till Varuhuset Kringlans garage flyttades från Marenplan till Västra Kanalgatan. Kanaltorget försågs med en vattentrappa och körsbärsträd.
Kanaltorget invigdes 2022. Kostnaden för anläggandet av torgytan uppgick till 15 miljoner kronor.